# Рённамсан (телеканал)
Рённасам (кор. 룡남산텔레비죤) — образовательный телеканал для северокорейских студентов, вещающий как на корейском, так и на некоторых иностранных языках. Второй по возрасту телеканал КНДР после Корейского центрального телевидения. Телеканал доступен на 3 кнопке раздела "Эфирное телевидение" в IPTV "Манбан".

## История
- Телеканал начал вещание 1 (по другим данным 15 апреля 1971 года, к 59-летию со дня рождения Ким Ир Сена) под названием «Кэсон». 10 октября 1991 года осуществлён переход на цветное вещание. Канал осуществлял вещание в двух городах: Пхеньяне (9 ТВК) и Кэсоне (8 ТВК).
- 1 (по другим данным 16) февраля 1997 года был произведен ребрендинг телеканала в «Корейский культурно-образовательный канал»[1]. По данным, представленным в книге «North Korea Handbook»[2] , ребрендинг был связан с 55-летием Ким Чен Ира. В этот же день вещание на обеих национальных частотах было разделено: новый культурно-образовательный канал остался вещать в Пхеньяне, а кэсонский передатчик был перенастроен на формат вещания NTSC с целью улучшить распространение сигнала в сторону южнокорейской территории. Целью данного вещания была пропаганда северокорейской культуры среди южнокорейских телезрителей. Частота 8 ТВК была выбрана для того, чтобы не дать сигналу оказаться заглушённым южнокорейскими телепередатчиками, поскольку в Сеуле частоты 7 и 9 ТВК до 31 декабря 2012 года были заняты телеканалами KBS2 и KBS1 соответственно, а в то же время KBS1 и KBS2 вещали в демилитаризованной зоне на 29 и 28 ТВК соответственно, хотя их сигнал глушился КНДР. Различным также оставалось и эфирное время: если по будням оно совпадало (17:00-22:00 по будням), то по выходным в Пхеньяне вещание велось с 12:00 до 22:00, а в Кэсоне — с 9:00 до 12:00 и с 15:00 до 22:00.
- 5 сентября 2012 года телеканал получил современное название «Рённамсан», изменена концепция вещания[3].

Основу сетки вещания телеканала составляют научно-популярные фильмы на английском языке, телевизионные лекции и познавательные программы для изучения иностранных языков. По этой же причине изначально планировалось, что основной аудиторией станут студенты пхеньянских вузов, однако с распространением «Манбана» с 2016 года потенциальный охват канала расширился и за пределы столицы КНДР. Изначально переформатированный канал вещал только три дня в неделю (понедельник, среда, пятница с 19:00 до 22:00), однако к ноябрю 2019 года продолжительность эфирного времени была увеличена до 20 часов в неделю (понедельник―пятница, 18:00―22:00).